# Baikunthpur (Chhattisgarh)
Baikunthpur è una città dell'India di 10.076 abitanti, capoluogo del distretto di Korea, nello stato federato del Chhattisgarh. In base al numero di abitanti la città rientra nella classe IV (da 10.000 a 19.999 persone).

## Geografia fisica
La città è situata a 23° 15' 0 N e 82° 32' 60 E e ha un'altitudine di 528 m s.l.m..

## Società

### Evoluzione demografica
Al censimento del 2001 la popolazione di Baikunthpur assommava a 10.076 persone, delle quali 5.447 maschi e 4.629 femmine. I bambini di età inferiore o uguale ai sei anni assommavano a 1.312, dei quali 673 maschi e 639 femmine. Infine, coloro che erano in grado di saper almeno leggere e scrivere erano 7.836, dei quali 4.503 maschi e 3.333 femmine.